# Twelve Deadly Cyns... And Then Some (DVD)
Twelve Deadly Cyns... And Then Some fue un DVD de vídeos clips de la cantante Cyndi Lauper, los temas eran desde su primer álbum (She's So Unusual) hasta el CD Twelve Deadly Cyns...and Then Some.

## Listado de temas
Contenido del DVD:
1. Girls Just Want to Have Fun
2. Time After Time
3. She Bop
4. Money Changes Everything (Live in Houston)
5. Change of Heart
6. True Colors
7. What's Going On
8. I Drove All Night
9. The World Is Stone
10. I'm Gonna Be Strong
11. Who Let in the Rain
12. That's What I Think
13. Sally's Pigeons
14. Hey Now (Girls Just Want To Have Fun)

Después de cada tema viene un comentarios de la misma Cyndi Lauper.

## Información DVD
Especificaciones del DVD
1. Formato: Color, Dolby, DVD, NTSC
2. Pantalla: Widescreen.
3. Audio: Inglés dolby Digital 5.1
4. Subtítulos: English
5. Studio: Sony
6. Fecha de Lanzamiento: 12/05/2002
7. Menú Interactivo: Discografía, Biografía
8. Duración: 80Minutos.

## Antecedente y Procedente
DVD anterior: Cyndi Lauper in Paris
Twelve Deadly Cyns... And Then Some (DVD)
DVD Procededor: Live At Last
- Datos: Q4001005